# Батпакколь
Батпакколь (каз. Батпақкөл) — упразднённое село в Теренкольском районе Павлодарской области Казахстана. Входило в состав Песчанского сельского округа. Ликвидировано в 2000 году.

## Население
В 1989 году население села составляло 242 человека. По данным переписи 1999 года, в селе проживало 38 человек (18 мужчин и 20 женщин).